# The Street
The Street è il nome medievale della strada romana che attraversava il Peak District del Derbyshire partendo dalla città termale di Buxton (in latino Aquae Arnemetiae), a sud-ovest della moderna Derby. Il percorso della strada può essere rintracciato da alcuni reperti che sono rimasti, e sono stati confermati da studi archeologici, sparsi da Buxton fino a Carsington, dove vi era un insediamento romano. Si ritiene  che da Carsington la strada corresse in direzione est fino a Wirksworth e lì si sovrapponesse ad un precedente sentiero che può essere rintracciato alla periferia nord di Derby, non lontano da Little Chester, il sito della colonia romana di Derventio.
I Romani costruirono fattorie nei pressi di questa strada per nutrire i soldati e ciò fece crescere la popolazione nella zona. Resti di una fattoria sono stati trovati vicino Minninglow .